# Магомедов, Абдулла Гаирбекович
Абдулла Гаирбекович Магомедов (род. 10 декабря 1962, Хасавюрт, Дагестанская АССР) — советский борец вольного стиля, чемпион и призёр чемпионатов СССР и Европы, обладатель Кубка мира в личном и командном зачёте, Заслуженный мастер спорта СССР.

## Биография
Тренировался под руководством Салима Нуцалханова и Дмитрия Миндиашвили. Выступал в лёгкой весовой категории (до 68 кг). Представлял клуб «Динамо» (Красноярск). В 1988 году был признан лучшим спортсменом Красноярского края. В 1986—1990 годах был членом сборной команды СССР.

## Выступления на чемпионатах СССР
- Чемпионат СССР по вольной борьбе 1986 года — ;
- Чемпионат СССР по вольной борьбе 1987 года — ;
- Чемпионат СССР по вольной борьбе 1988 года — ;